# Sheena Shaw
Sheena Shaw (née le 30 septembre 1985 à Naples, en Floride) est une actrice américaine de films pornographiques. Durant sa carrière, elle a tourné dans plus de 90 films. Sheena Shaw est une blonde aux yeux vert d'une petite taille puisqu'elle mesure 1,52 m pour 43 kg, elle possède aussi plusieurs tatouages ainsi qu'un piercing sur la narine gauche.

## Biographie
Elle commence à travailler pour l'armée à l'âge de 16 ans en faisant des codes Morses, elle y reste pendant 10 mois.
Sheena commence en premier lieu comme strip-teaseuse pour ensuite passer au X en 2011.
En juillet 2014, elle annonce sur son compte twitter qu'elle arrête de tourner des films X après avoir attrapé le VIH à la suite de sa relation très controversée avec le producteur d'Evil Angel et ancien acteur pornographique John Stagliano.
Son infection au VIH n'était en réalité qu'une rumeur. Sheena Shaw tourne en effet des films pornographiques lesbiens depuis plusieurs années et une scène de sodomie interraciale sans préservatif avec l'acteur Brickzilla pour EvilAngel est sortie en avril 2023.

## Distinctions
Récompenses
Nominations
- AVN Awards :
  - Nommée (2014) : Best Double Penetration Sex Scene (wet asses), Sheena Shaw, Mr. Pete, Ramon Nomar.
  - Nommée (2014) : Best Three-Way Sex Scene: G/G/B, Sheena Shaw (Rump Raiders 4).
  - Nommée (2014) : Best Anal Sex Scene in Evil Anal 17 (2013).
  - Nommée (2014) : Best Female Performer of the Year.
  - Nommée (2014) : Best Oral Sex Scene in Massive Facials 6.
  - Nommée (2014) : Best Tease Performance in Evil Anal 17.
- XRCO Awards :
  - Nommée (2014) : Superslut.
  - Nommée (2014) : Orgasmic Analist.